# 금의위2 - 무주지전
《금의위2 - 무주지전》(중국어: 無主之戰)은 2019년 공개된 중국의 영화이다.

## 배역
주연
- 백건은

조연
- 소건전
- 양호원
- 김태령
- 왕소신

## 기타
- 수입, 배급사 :  (주)빅웨이브시네마